# Руслан Батицький
Русла́н Батицький (* 3 серпня 1986) — український кінорежисер та сценарист, член Національної спілки кінематографістів.

## Навчання
В 2002—2008 роках навчався у Дніпропетровському національному університеті, закінчив з дипломом магістра економічної кібернетики.
В 2009—2012 роках навчався у Київському національному інституті театру, кіно та телебачення імені І. К. Карпенка-Карого, за спеціальністю режисури телебачення та драматургія — в майстерні Юрія Терещенка.
В січні 2015-го знімав документальне кіно про добровольчі батальйони.

## Фільмовий доробок
- короткометражні документальні: 2009 — короткометражний документальний «Моя мама білетер»,
- 2010 — «Судний день. Передчуття»,
- 2010 — «Летаргія»,
- 2011 — «Ікар»,
- 2011 — в проекті «Україно, Goodbye!» — «Очерет» — сценарист, режисер, оператор. Кінорозповідь про сумні буденні картини останніх днів вимираючого села. Здобула премію ім. Арсенія та Андрія Тарковських.
- 2012 — «Уроки української» — поетично викладена історія виживання «не такої» людини в малому містечку.
- 2013 — «Гроза»

## Робота на телебаченні
- В 2009—2010 роках — інтернет-телебачення «Врач-ТВ» як режисер,
- 2010 для телевізійного каналу К-1, «Мой кіно продакшн» — режисер проекту «Таїна»,
- 2011 — на каналі «1+1» — у відділі художньо-документальних фільмів — режисер монтажу проекту «Одержимі».

## Участь у фестивалях
- 2010 — Сороковий міжнародний кінофестиваль «Молодість»,
- 2010 — Тридцятий міжнародний студентський кінофестиваль ВДІКу,
- 2011 — Дев'ятнадцятий міжнародний кінофестиваль Art Film Fest у Братіславі,
- 2011 — Сороковий міжнародний кінофестиваль «Lubuskie lato filmowe» в Польщі,
- 2011- Дев'ятий міжнародний кінофестиваль SIGNS DE NUIT в Парижі.
- 2013, травень, — Десятий міжнародний фестиваль кіношкіл у Порто, «Очерет» отримав приз журі.